# 佐藤正美 (情報システムコンサルタント)
佐藤 正美（さとう まさみ、男性、1953年 - ）は日本の情報システムコンサルタント、データベースエンジニア。株式会社エス・ディ・アイ代表。日本に リレーショナル・データベースを初めて導入普及したエンジニアの一人とされる。

## 経歴
1977年、早稲田大学商学部を卒業。1979年、早稲田大学大学院商学研究科博士前期課程（財務会計論専攻）を修了した。 
その後、アーサー・アンダーセン、等松青木監査法人および株式会社アシストに勤務する。 
1991年1月、株式会社エス・ディ・アイを設立する。
2000年-2016年、早稲田大学 エクステンションセンター講座「(事業の実態がわかる データベース の作りかた)」 講師を務める。
この間、1980年半-2016年、SRC社主催「データベース、リポジトリ および モデルの技術」セミナー講師を務める。2016年1月からは住友電工情報システム社主催「事業分析・データ 設計のためのモデル作成技術」セミナー講師となる。

## 実績
佐藤が確立したデータモデリング手法であるT字形ER法、およびその発展形であるTM法については様々なSIベンダー、事業会社にて採用され、活用されている。

## 著書
- 『CASE ツール： 機能解説と活用の ノウハウ』ソフト・リサーチ・センター、1989年 ISBN  4915778029
- 『リポジトリ 入門解説： 技術体系と活用ガイド』ソフト・リサーチ・センター、1991年 ISBN 4915778118
- 『実践 クライアント・サーバ データベース設計テクニック』ソフト・リサーチ・センター、1993年 ISBN 4915778290
- 『生産性を 3倍にする RADによる データベース構築技法』ソフト・リサーチ・センター、1995年 ISBN 4915778630
- 『T字形ER データベース 設計技法』ソフト・リサーチ・センター、1998年 ISBN 488373109X
- 『論理 データベース 論考： 数学の基礎とT字形ER手法』ソフト・リサーチ・センター、 2000年 ISBN 4883731340
- 『ITコンサルタントのスキル： なにをいかに学ぶか』ソフト・リサーチ・センター、2003年 ISBN 4883731812
- 『データベース設計論 T字形ER─関係モデルとオブジェクト指向の統合をめざして』ソフト・リサーチ・センター、2005年 ISBN 4883732169
- 『SEのためのモデルへのいざない： データモデルとは何か?』ソフト・リサーチ・センター 、2009年 ISBN 488373272X
- 『事業分析・データ設計のためのモデル作成技術入門 TM』技術評論社、2022年 ISBN 4297129469